# 베후정
베후정(別府町)은 효고현 가코군에 설치되었던 정이다. 현재의 가코가와시에 해당한다.